# Clóvis Bento da Cruz
Clóvis Bento da Cruz más conocido como Clóvis Bento (n. Barra do Garças, Brasil, 25 de junio de 1970) es un exfutbolista brasileño. Jugaba de delantero y jugó en diversos equipos de Brasil, Portugal, Chile, Ecuador y Venezuela. Pocos años después de su retiro como jugador, el sitio chileno Pelotudos.cl realizó una lista de los 37 jugadores brasileños, que jugaron en la Primera División de Chile, durante los últimos 20 años y Clóvis Bento quedó ubicado en el puesto 7 de esa lista, debido a los 7 goles en 12 partidos, que disputó con Palestino, en la segunda rueda del Torneo Chileno del 2000.

## Clubes
| Club                | País      | Año       |
| ------------------- | --------- | --------- |
| América (SP)        | Brasil    | 1990-1993 |
| Guarani             | Brasil    | 1993-1994 |
| Benfica             | Portugal  | 1994      |
| Vitória Setúbal     | Portugal  | 1994-1995 |
| Vasco da Gama       | Brasil    | 1995      |
| Corinthians         | Brasil    | 1995      |
| Santos              | Brasil    | 1996      |
| Atlético Paranaense | Brasil    | 1996-1997 |
| Gremio              | Brasil    | 1998      |
| Atlético Paranaense | Brasil    | 1998-2000 |
| Palestino           | Chile     | 2000      |
| Barcelona           | Ecuador   | 2001      |
| América (RJ)        | Brasil    | 2002      |
| Deportivo Táchira   | Venezuela | 2002-2003 |
| Francana            | Brasil    | 2003      |
| Mogi Mirim          | Brasil    | 2003      |
| Mirassol            | Brasil    | 2004      |
| América (RN)        | Brasil    | 2004      |
| América (SP)        | Brasil    | 2005      |
| Caldense            | Brasil    | 2005      |